# El Hassania
El Hassania est une commune de la wilaya de Aïn Defla en Algérie.